# Cristal Montañez
Cristal Montañéz Baylor sinh ra ở Caracas, Venezuela ngày 8 tháng 2 năm 1960. Bà là vợ, bà, công dân toàn cầu, nhà ủng hộ nhân đạo, một nhà hoạt động tự do của con người, và cựu Hoa hậu Venezuela. Cristal có nhiều năm kinh nghiệm trong Quan hệ công chúng, Ngoại giao công dân, Marketing, Phát triển xã hội, Tự do con người và các vấn đề quốc tế. Cristal kết hôn với George T. Baylor, và có hai con Gabriela và Hank.

## Hoa hậu Venezuela 1977
Cristal chiếm ưu thế dẫn đầu, sau đó giành danh hiệu Hoa hậu Venezuela năm 1977 và là đại diện chính thức của Venezuela cho cuộc thi Hoa hậu Hoàn vũ 1977 tổ chức tại Santo Domingo, Cộng hòa Dominica, ngày 16 tháng 7 năm 1977, khi bà xếp hạng trong Top 12 thí sinh bán kết.
Cristal đã vinh dự được đại diện cho đất nước của mình và đã vui mừng vì có cơ hội đại diện cho Venezuela tham gia cuộc thi quốc tế. Bà thích dùng thời gian với những phụ nữ trẻ đến từ 95 quốc gia từ khắp nơi trên thế giới, gặp những cá nhân nổi tiếng như Tổng thống Joaquin Balaguer, Diana Ross và nhà thiết kế Roberto Cavalli và nhiều người khác.

## Người mẫu
Cristal bắt đầu sự nghiệp của mình với tư cách là người mẫu với chiến dịch Astor Baby Blue của Lois Jeans, đã mang đến cho bà sự tiếp xúc với các quốc gia khác nhau. Khuôn mặt của bà xuất hiện trên hàng chục tạp chí ở Venezuela, Colombia và Mexico. Bà đóng góp thời gian của mình và tận dụng vị thế Hoa hậu Venezuela và người mẫu quốc tế để đóng góp cho những mục tiêu yêu thích của bà. Bà có những kỷ niệm khó quên về chuyến đi của bà với Hoa hậu Hoàn vũ, Janelle Commissiong đến các thành phố Colombia như Bogotá, Medellin, Cartagena, Manizales và Cucuta để khởi động bộ sưu tập mùa thu Pat Primo, Catalina và Max Factor vào mùa thu năm 1977 để gây quỹ.